# Mira Nair
Mira Nair, född 15 oktober 1957 i Rourkela i Orissa, är en indisk regissör och filmproducent. 
Nair föddes i Rourkela i den indiska delstaten Orissa men växte upp i Bhubaneshwar i samma delstat. Hon är utbildad vid University of Delhi och Harvard University. Hon delar sin tid mellan New York och Uganda.
För Salaam Bombay! vann Nair två priser vid Filmfestivalen i Venedig, Caméra d'Or vid Filmfestivalen i Venedig samt blev nominerad till en BAFTA för bästa icke-engelskspråkiga film. Monsunbröllop blev även den nominerad till en BAFTA och vann även Guldlejonet och Laterna Magica prize vid Filmfestivalen i Venedig. Hon är en av få kvinnliga regissörer som tilldelats Guldlejonet. I Indien är hon främst associerad med konstfilmer dvs. som ej tillhörande Bollywoodindustrin. 

## Filmografi i urval
- 1988 – Salaam Bombay!
- 1991 – Mississippi Masala
- 1996 – Kama Sutra: A Tale of Love
- 2001 – Monsunbröllop (Monsoon Wedding)
- 2006 – The Namesake
- 2009 – New York, I Love You
- 2009 – Amelia
- 2012 – Den ovillige fundamentalisten
- 2016 – Queen of Katwe